# Ferme Collecchio
La  Ferme Collecchio (en italien : Fattoria di Collecchio) est un manoir historique situé dans la zone plate de la commune de Magliano in Toscana, (province de Grosseto), en Toscane. Elle se trouve au coeur du parc naturel de la Maremme.

## Histoire
Situé à proximité des monts Uccellina, le domaine est né au Moyen Âge comme possession des Aldobrandeschi. Au cours du XIVe siècle, elle passa à la famille siennoise Marsili avec d'autres terres de la région et, aux époques suivantes, elle subit diverses modifications, de manière à faire apparaître le manoir principalement dans le style de la fin du XVIe siècle. 
L'ancienne ferme était principalement habitée par des bergers pendant la saison hivernale ; par la suite, les Marsili y déplacèrent les manoirs quand les tours voisines qu'ils possédaient furent abandonnées (Tour de la Bella Marsilia et Tour Basse). Au début du XXe siècle, l'ensemble du domaine fut hérité par la famille Vivarelli Colonna de Pistoia, qui en sont toujours les propriétaires.